# プラス・モンジュ駅
プラス・モンジュ駅（プラス・モンジュえき、仏: Place Monge）は、フランス・パリの5区にあるメトロ（地下鉄）7号線の駅。

## 概要
パリ5区の中心に位置し、エスカレーターのある出入口とナヴァール通りに面する出入口の2か所を持つ。駅の名前はフランス高等師範学校の建設を認可しエコール・ポリテクニークを設立した数学者のガスパール・モンジュにちなんで命名されたプラス・モンジュ地区に由来する。

## 歴史
1930年2月15日、10号線の駅として開設された。これは現在の7号線のうち、プラス・モンジュ〜プラス・ディタリーの区間は10号線オデオンからの延伸区間として暫定的に開業したためである。当駅と10号線カルディナル・ルモワールの間には連絡線があり、ここを介してオデオン方面への運行が行われていた。
1931年4月26日、セーヌ川を渡るトンネルの建設が完了し、それまで7号線の南端であったポン・シュリー駅（現在のシュリー・モルラン駅）から当駅まで延伸が行われた。これに伴い10号線として運行されていた当駅以南の区間は7号線に移管された。なお10号線もこれに伴い現在のオステルリッツへ東進する路線に付け替えられている。

## 利用状況
2011年の乗車人員は2,927,184人、2年後の2013年には3,057,167人にのぼり、メトロ303駅のうち175番目となる乗車人員を記録した。

## 利用可能な鉄道路線
- パリメトロ
  - 7号線

## 駅周辺
- パリ植物園
- アレーヌ・ド・リュテス
- ムフタール通り

## バス路線
パリ交通公団 (RATP) の路線バス47系統が通っており、夜間にはノクティリアン（フランス語版）の深夜バスN15系統・N22系統も運行される。

## 隣の駅
パリメトロ
7号線
ジュシュー駅 （Jussieu） - プラス・モンジュ駅 - サンシエ・ドバントン駅（Censier - Daubenton）

## ギャラリー

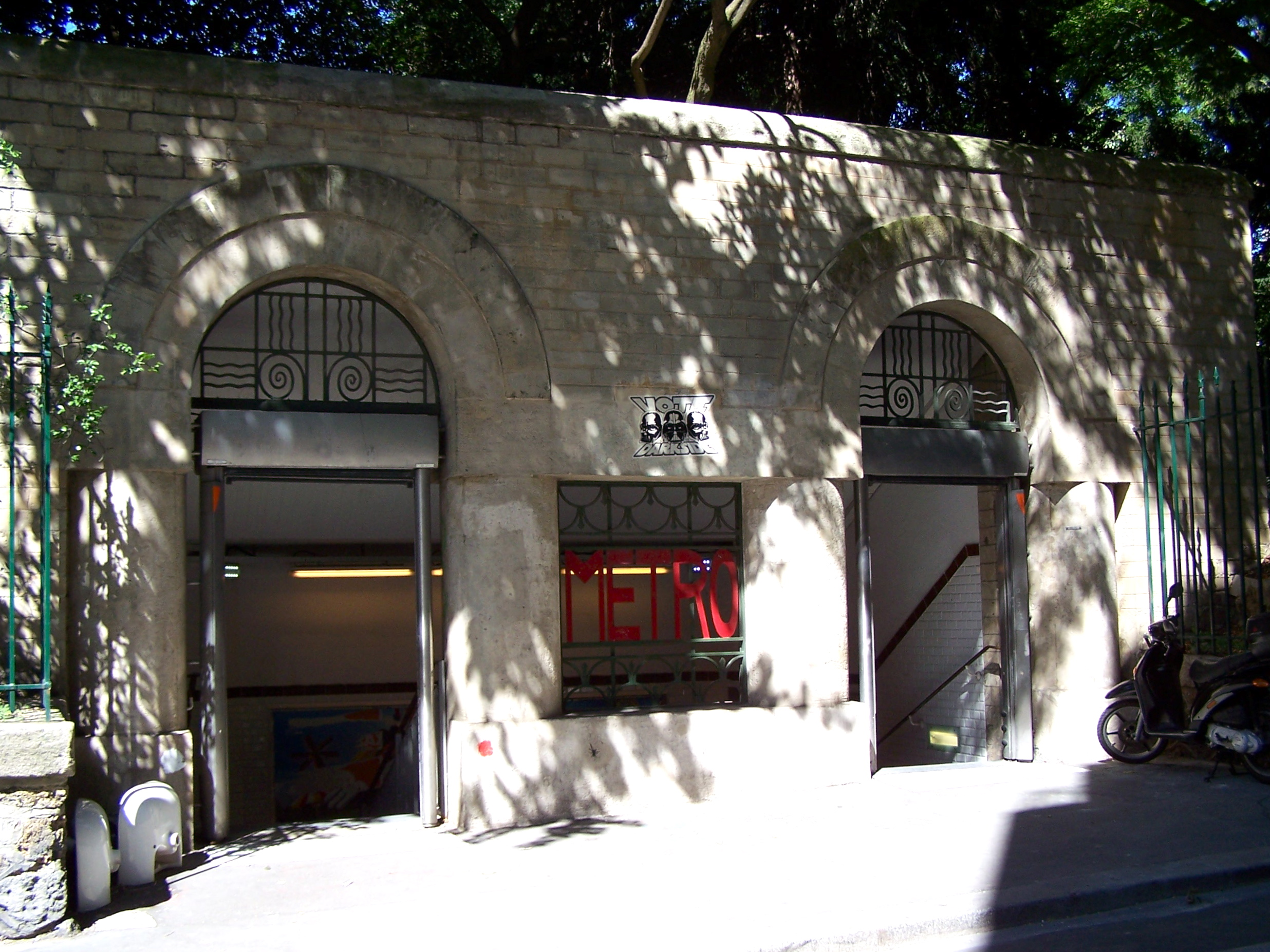
ナヴァール通り口
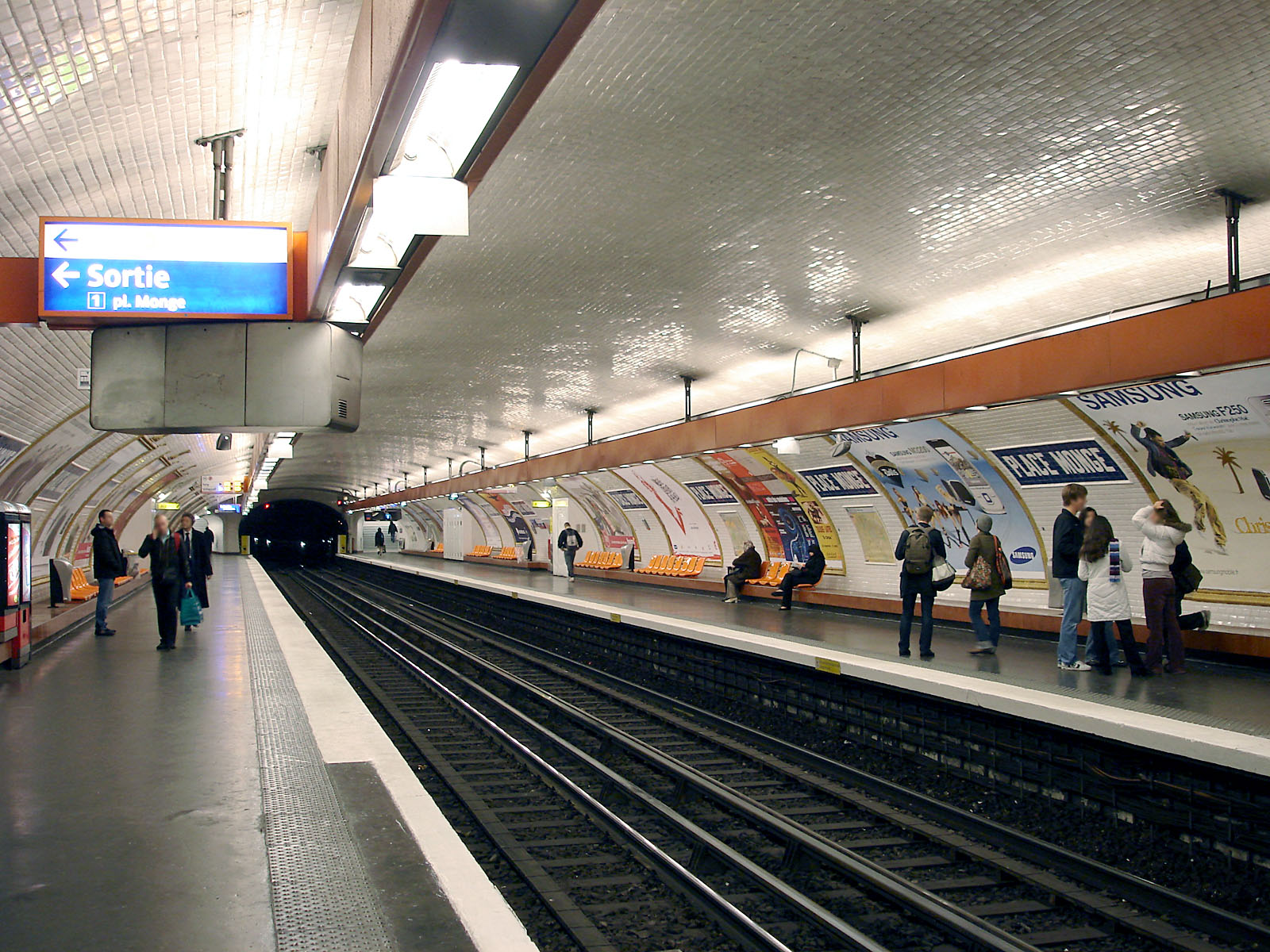
北方面行きプラットホームから
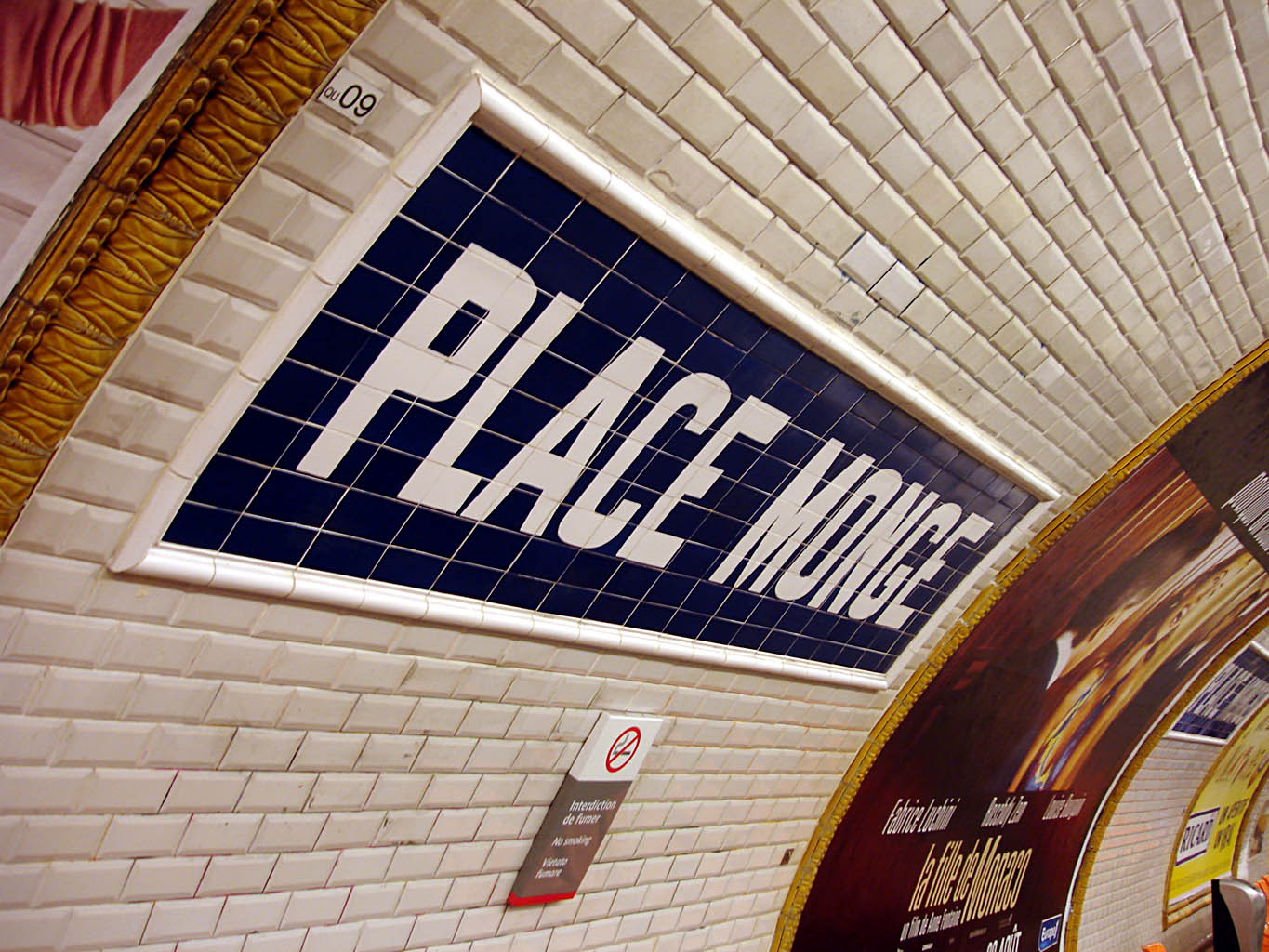
陶器製の駅名プレート